# Churfürststraße (Salzburg)

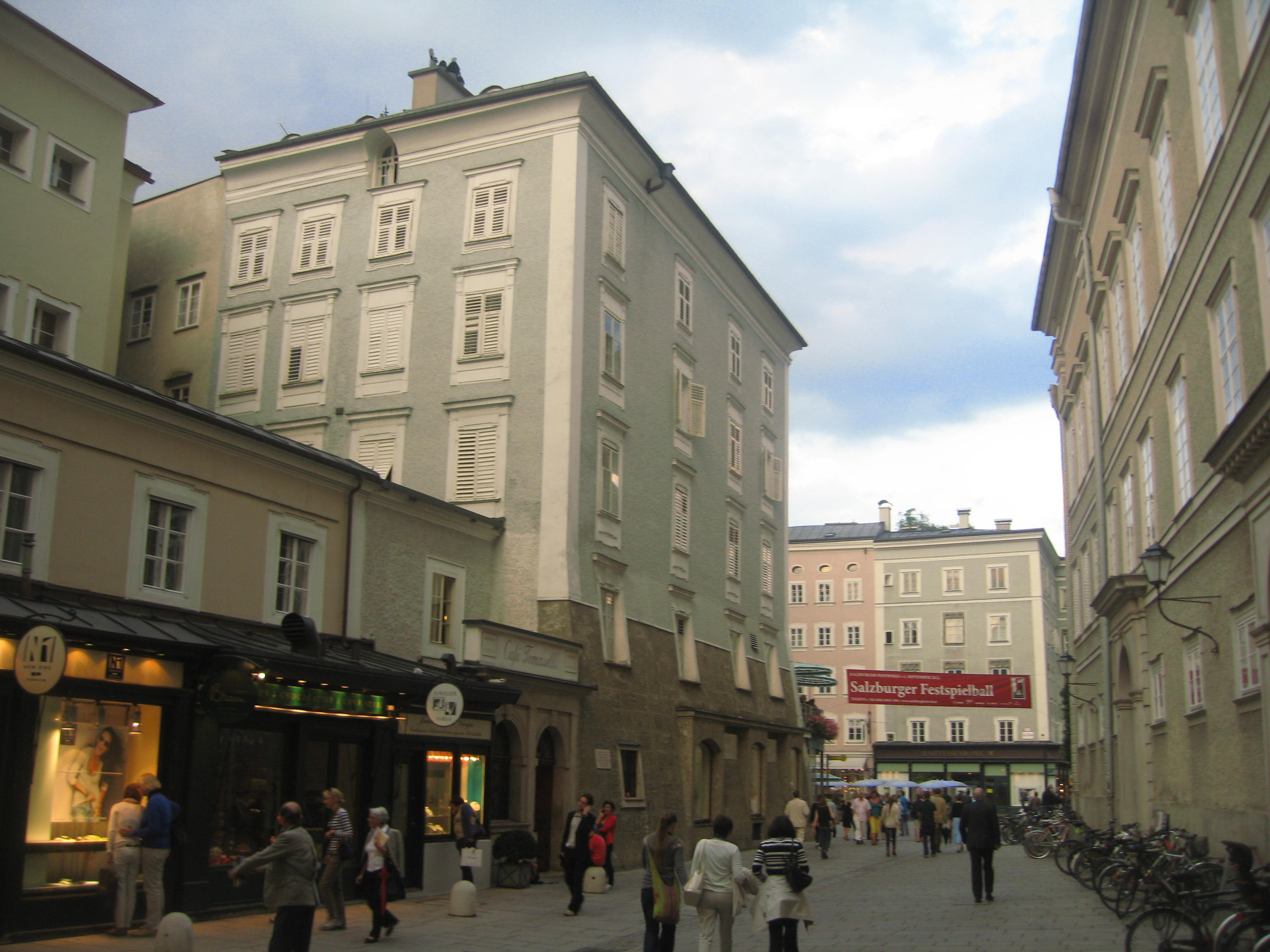
Die Churfürststraße in Salzburg von Westen gesehen

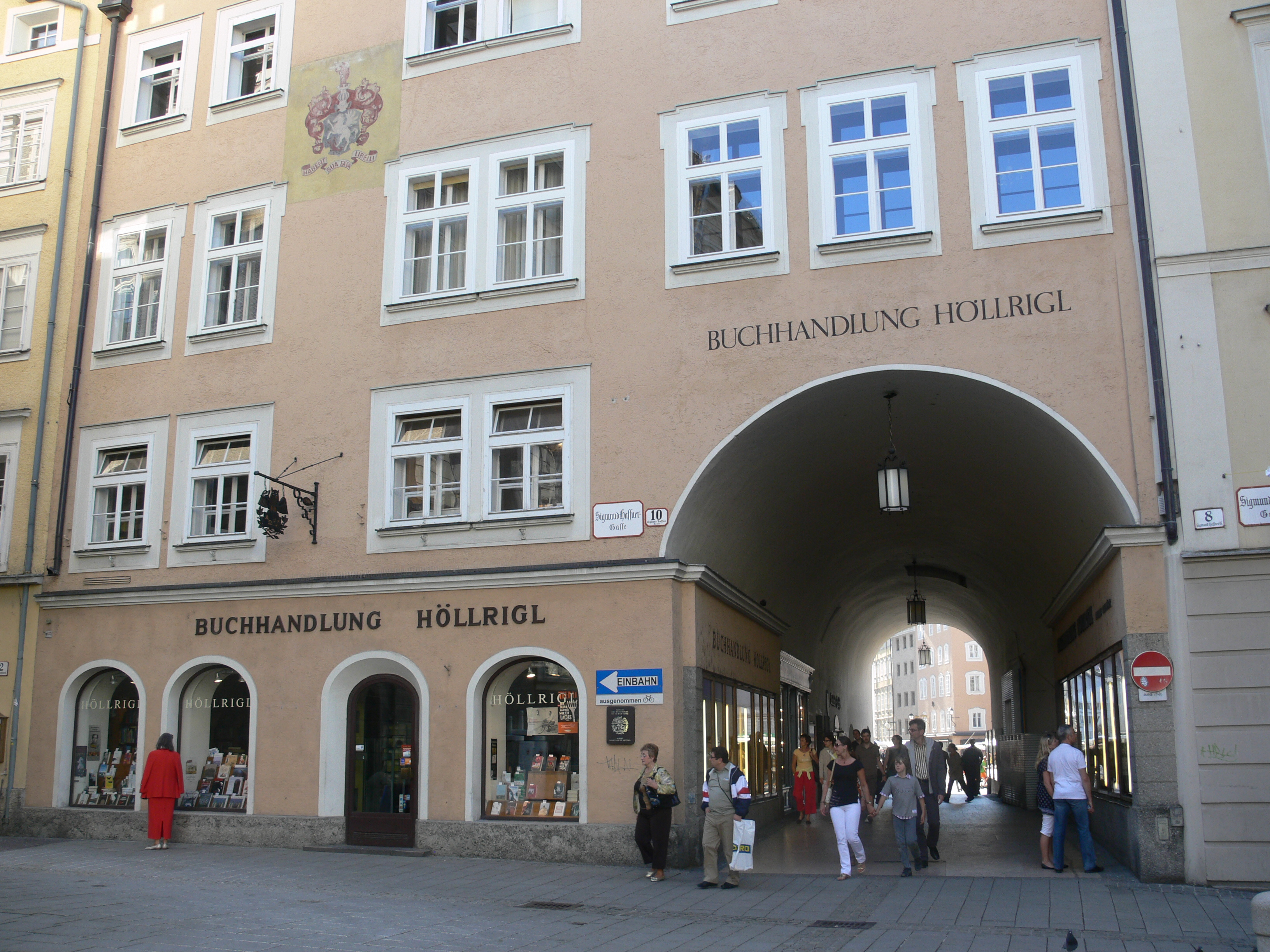
Der Ritzerbogen

Die Churfürststraße in der Stadt Salzburg ist eine kleine Straße in der Mitte der linken Altstadt. Ihre westliche Verlängerung bildet die Fußgängerpassage Ritzerbogen.

## Lage und Bedeutung
Die Churfürststraße verläuft vom Alten Markt auf seiner Südseite Richtung Westen bis zur Sigmund-Haffner-Gasse. Sie hat mit lediglich rund 50 Metern nur die Länge eines Häuserblocks, bildet aber einen unverzichtbaren Teil der geografisch mittleren von drei Möglichkeiten, die Altstadt von Ost nach West (Mozartplatz bis Herbert-von-Karajan-Platz) zu durchqueren. Die Straße liegt inmitten der Fußgängerzone. Ihre westliche Verlängerung ist nach Querung der Sigmund-Haffner-Gasse der Ritzerbogen, ein Fußgängerdurchgang durch das Haus Sigmund-Haffner-Gasse 10 zum Universitätsplatz. Der jetzige Durchbruch durch dieses sogenannte Ritzerhaus (benannt nach einer Besitzerfamilie Ritz) besteht seit 1626, als er den bereits bestehenden kleinen Durchgang ersetzte.
Benannt ist die Churfürstsraße seit 1873 in Gedenken an den Umstand, dass Salzburg mit seinem Umland von 1803 bis 1805 ein mit Berchtesgaden, Passau und Eichstätt vereinigtes Kurfürstentum war und von Erzherzog Ferdinand (1769–1824) regiert wurde. Der vorherige Name der Straße war Alter Salzmarkt.

## Gebäude

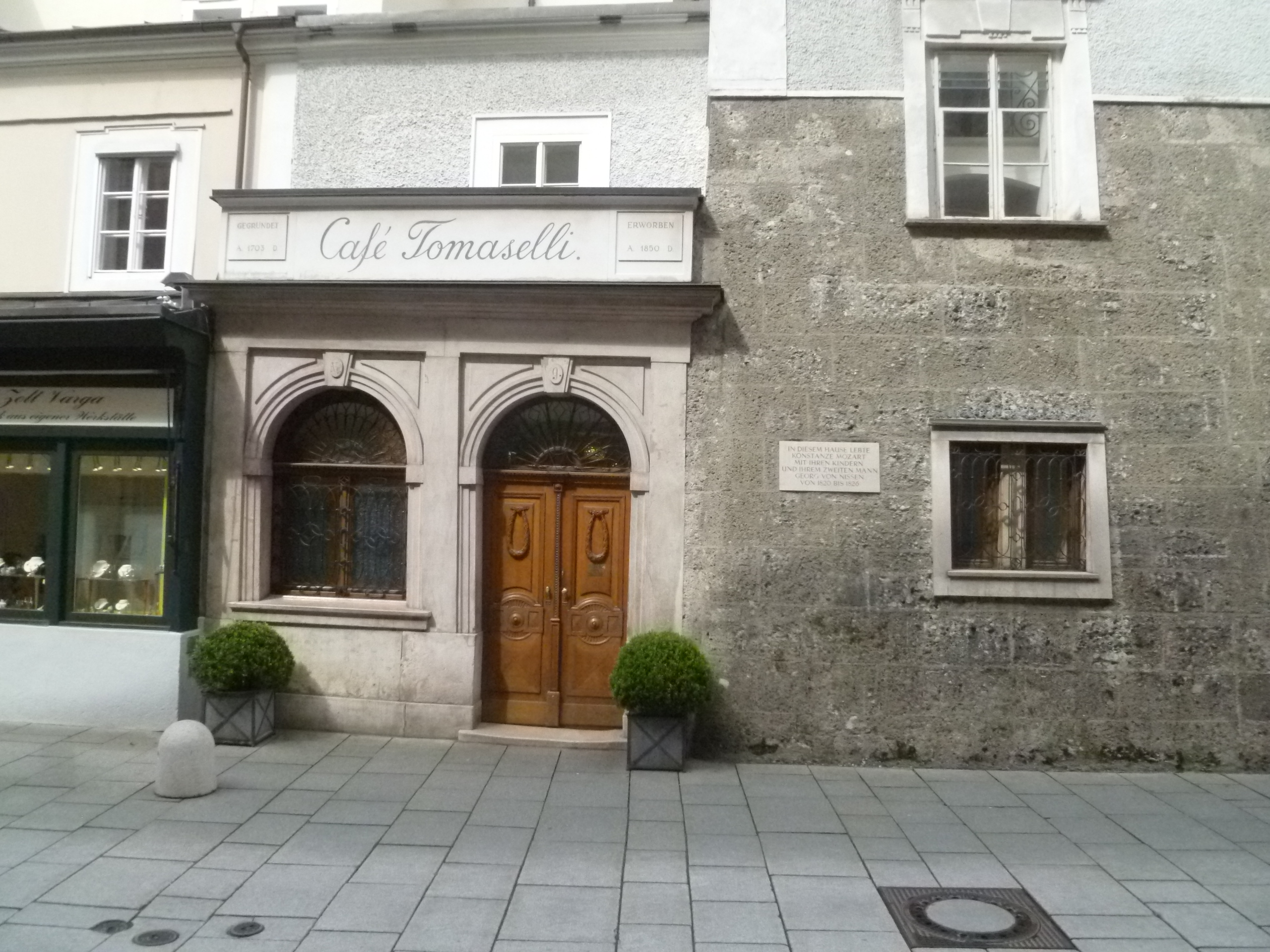
Seiteneingang zum Café Tomaselli

An der rechten Straßenseite liegen zwei Gebäude: zum einen ein Nebeneingang (ohne Adressangabe Churfürststraße) zum Eckhaus Alter Markt 9, durch den man in das Café Tomaselli gelangt. Eine daneben befindliche Gedenktafel weist darauf hin, dass in diesem Haus Mozarts Witwe Constanze mit ihrem zweiten Mann Georg von Nissen sechs Jahre, nämlich von 1820 bis 1826 mit ihren Kindern gewohnt habe. Die Tafel enthält drei sachliche Fehler: 1. war Georg Nikolaus Nissen nicht adelig, hatte also kein von im Namen, 2. kamen Georg Nikolaus Nissen und Constanze Mozart gemeinsam erst 1824 nach Salzburg, und 3. lebten die Kinder zu dieser Zeit nicht mehr bei ihrer Mutter.
Das Haus Churfürststraße 4 ist ein einstöckiger Bau und beherbergt mehrere Läden.
Toskanatrakt

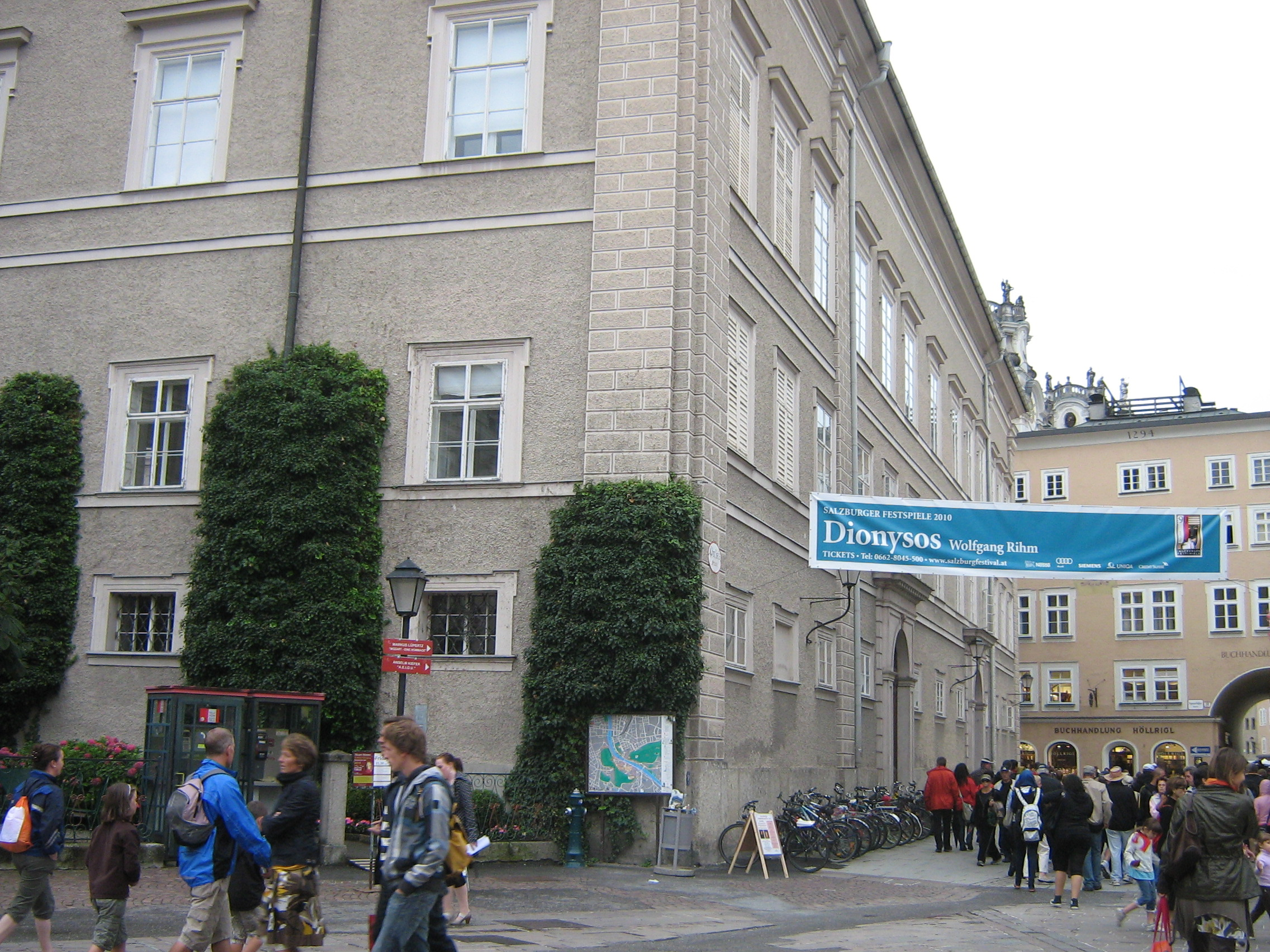
Die Fassade des Toskanatrakts der Residenz zur Churfürststraße

Die gesamte linke Straßenseite wird unter der Adresse Churfürststraße 1 eingenommen vom sogenannten Toskanatrakt der Salzburger Residenz. Der Name entstand im 19. Jahrhundert, als dieser Teil der Residenz von 1867 bis zum Ende der österreichischen Monarchie 1914 für Ferdinand IV., Großherzog von Toskana und Bruder von Kaiser Franz Joseph I., nach seiner Flucht aus Florenz als Winterwohnsitz diente.
Der Toskanatrakt wurde unter Erzbischof Wolf Dietrich von Raitenau 1605 bis 1611 als Erweiterung der Residenz errichtet und ersetzte dabei einige ältere Bürgerhäuser. Mit einer Umgestaltung Ende des 18. Jahrhunderts unter Erzbischof Hieronymus von Colloredo ging die ursprüngliche prunkvolle Ausgestaltung der Räume und der beiden Innenhöfe weitestgehend verloren. Nach dem Ersten Weltkrieg wurden die Räumlichkeiten für den Einzug der Bundespolizeidirektion Salzburg 1922 adaptiert, die bis Mitte der 1980er Jahre dort stationiert war. Nach anschließenden Restaurierungsarbeiten zog die Juridische Fakultät der Universität Salzburg ein. Im Zuge der Restaurierung kam einiges der Prunkausstattung von Wolf Dietrich wieder zutage, unter anderem die Landkartengalerie, die nun als Lesesaal der juridischen Fachbibliothek genutzt wird.